# رابرت هارلی وردزورث
رابرت هارلی وردزورث (انگلیسی: Robert Wordsworth; ۲۱ ژوئیهٔ ۱۸۹۴ – ۲۲ نوامبر ۱۹۸۴) نظامی و سیاست‌مدار اهل بریتانیا بود. وی همچنین برندهٔ جوایزی همچون نشان حمام و نشان امپراتوری بریتانیا شده‌است.